# Смрт фашизму — слобода народу
Смрт фашизму — слобода народу (мкд. Смрт на фашизмот — слобода на народот; словен. Smrt fašizmu — svoboda narodu; алб. Vdekje fashizimit, liri popullit) био је мото југословенских партизана, који је касније прихваћен као званични слоган читавог Народноослободилачког покрета, а често је цитиран у послератној Југославији.
Августа 1941. новине „Вјесник“, тада један од главних гласила Народноослободилачког покрета, садржавао је у свом заглављу паролу „Смрт фашизму — слобода народу“. Поздрав је постао познат након смрти вешањем народног хероја Стјепана Стеве Филиповића, командира Колубарске чете Ваљевског партизанског одреда, у Ваљеву 22. маја 1942. године. Након што му је је стављен конопац, он је пркосно подигао руке и осудио Немце и њихове сараднике, узвикујући: „Смрт фашизму — слобода народу!“.
Поздрав се временом све више ширио па је касније постао званични поздрав бораца и официра Народноослободилачке војске и партизанских одреда Југославије, а коришћен је и као поздрав у званичним документима НОВЈ и НОП. Текст партизанске заклетаве објављен маја 1943. године у Билтену Врховног штаба НОВ и ПО Југославије на свом крају садржао је такође слоган „Смрт фашизму — слобода народу“.

## Фото-галерија
- Плакат „Смрт фашизму — слобода народу“
- Натпис на зиду у Сплиту 1943.
- Парола на згради у Чајничу 1943.
- Натпис на споменику бици код Батулије, Бугарска